# Saodat Ismailova
Saodat Ismailova (* 1981 in Taschkent) ist eine usbekische Filmemacherin. Ihre Filme, Dokumentationen, Videoinstallationen und Multimedia-Performances beleuchten häufig die Geschichte und kulturelle Identität der Menschen ihres Heimatlandes im postsowjetischen Zentralasien, indem die Künstlerin sich auf das Wissen ihrer Vorfahren und epische Folkloregeschichten stützt. Die Werke von Saodat Ismailova wurden international sowohl bei Film- als auch bei Kunstveranstaltungen gezeigt.

## Leben
Saodat Ismailova war die Tochter eines Kameramanns, der Filme für das usbekische Kino drehte. Mit ihrer Großmutter, die Tochter eines Geistlichen in Kasachstan, teilte Ismailova 21 Jahre lang ein Zimmer und wurde von deren Geschichten aus weiblicher Perspektive angeregt.
Von 1997 bis 2002 studierte Saodat Ismailova Film und Fernsehen am Staatlichen Institut der Künste in Taschkent und Fernsehen und wurde von Regisseuren aus den 60er und 70er Jahren wie Sergei Iossifowitsch Paradschanow und Andrei Arsenjewitsch Tarkowski inspiriert. 2005 bis 2007 schloss Saodat Ismailova ein Masterstudium an.
2008 gründete Ismailova die Produktionsfirma MAP, die sich der Entwicklung des jungen zentralasiatischen Kinos widmet.
Von 2015 bis 2017 studierte Saodat Ismailova an der Kunstschule Le Fresnoy – Studio national des arts contemporains in Lille.
Im Jahre 2021 gründete Saodat Ismailova in Taschkent die Forschungsgruppe Davra, die sich der Erforschung, Dokumentation und Verbreitung zentralasiatischer Kultur und mittelasiatischen Wissens widmet.
Seit 2002 lebt Saodat Ismailova abwechselnd in Paris und Taschkent.

## Werk
Die Filme von Saodat Ismailova sind geprägt von langen, ruhigen und langsamen Einstellungen, in denen die Kamera häufig in einem meditativen Stil über leere, bergige Landschaften blickt. Die Filme nehmen dabei oft Bezug auf alte Märchen und religiöse Rituale.
- 2004: Aral: Fishing in an Invisible Sea, Dokumentation[1][A 1]
- 2013: Zukhra, Biennale di Venezia, Venedig, 32-minütige Videoinstallation[1][9][10][A 2]
- 2014: 40 Days of Silence[1][11][A 3]
- 2014–2019: 1889, Digitaldruck, Almaty Museum of Arts, Almaty[12]
- 2014–2019: 1904, Digitaldruck[12]
- 2014–2019: 1924, Digitaldruck[12]
- 2014–2019: 1949, Digitaldruck[12]
- 2016: Chillpiq, Kurzfilm[13][A 4]
- 2016: Stains of Oxus, 23-minütige Dreikanal-Videoinstallation[14][10]
- 2017: The Haunted, 24-minütige Videoinstallation[10][13][15][A 5]
- 2017:Two Horizons, 24-minütige Zweikanal-Videoinstallation[10][16]
- 2020: Her Five Lives[1][A 6]
- 2020: Her Right, Kurzfilm[13][17][A 7]
- 2022: Bibi Sheshanbe[1]
- 2022: Chilltan, Fridericianum, Kassel[7][A 8]
- 2022: Chillahona, 37-minütige Videoinstallation und Stickerei[1][18][19][A 9]

## Gruppenausstellungen
- 2005: Fabrica goes East, Taschkent[4]
- 2013: 55. Biennale di Venezia, Venedig[1][4]
- 2013: Lost to the Future: Contemporary Art from Central Asia, LASALLE College of the Arts, Singapur[4]
- 2014: 6th Tashkent International Biennale of Contemporary Art, Taschkent[4]
- 2014: Encounter on the Silk Road, Xinjiang Viennale of Arts, Xinjiang[4]
- 2015: Faces of Disappearance, Neue Galerie im Höhmannhaus, Augsburg[4]
- 2017: Museum für zeitgenössische Kunst, Tromsø[2]
- 2017: Séances spéciales, Frac Franche-Comté, Besançon[20]
- 2017: Neon Paradise. Shamanism from Central Asia, Mailand[4]
- 2018: Phantom Stories: Leitmotifs of Post-Soviet Asia, Kunsthalle Lund, Lund[4]
- 2018: Qyrq Qyz, Studio national des arts contemporains Le Fresnoy, Tourcoing[4]
- 2018: Chillpiq, Musee du Quai Branly, Paris[4]
- 2018: Russian Zen, Shiryaevo Biennale of Contemporary Art, Schyrjajewe[4]
- 2018: Duo exhibition: Carlos Casas / Saodat Ismailova, Spazio Punch, Venedig[4]
- 2018: Starting from the Desert. Ecologies on the Edge, 2nd Yinchuan Biennale, MOCA, Yinchuan[4]
- 2019: Central Russian Zen, Momentum, Berlin[4]
- 2019: An Opera for Animals, Para Site, Hongkong und Rockbund Art Museum, Shanghai[4]
- 2019: Screening, Baltic Explores Climate Emergency, Baltic Centre for Contemporary Art, Gateshead[4]
- 2021: Planted in the Body, MeetFactory, Prag[4]
- 2021: Zukhra. Restospective of Saodat Ismailova’s Films, Tsentr Voznesenskogo, Moskau[4]
- 2020: FemAgora Festival Central Asia, online[4]
- 2022: 59. Biennale di Venezia, Venedig[1][2]
- 2022: documenta fifteen, Kassel[1][2][21][22]
- 2022: Revisiting the Jungle Book, Israel-Museum, Jerusalem[4]
- 2022: Korkut, Biennial of Sound Art and Contemporary Music, Staatliches Qastejew-Museum der Künste, Almaty[4]
- 2023: Sharjah Biennial 15, Schardscha[4][22]

## Einzelausstellungen
- 2014: Saodat Ismailova: Celestial Circles, Neue Galerie im Höhmannhaus, Augsburg[4]
- 2017: The Haunted, Tromsø Kunstforening, Tromsø[4][23]
- 2018: Le Projet Qyrq Qyz et les quarante jeunes filles, interdisziplinäre Multimedia-Performance, Musée du quai Branly, Paris[2][3][6][24][25][A 10]
- 2018: Qyrq Qyz, Brooklyn Academy of Music, New York[25][26]
- 2018: Syncretic Verses, Ilchom-Theater, Taschkent[3][4][A 11]

- 2019: Q’org’on Chirog’, Centre for Contemporary Art Tashkent, Taschkent[4][25]
- 2019: Light on the Hill, Centre for Contemporary Art Tashkent, Taschkent[3]
- 2019: Saodat Ismailova "Qo'rg'on Chiroq", Centre for Contemporary Art Tashkent, Taschkent[6]
- 2021: Saodat Ismailova: Menim ismim kim edi?, Aspan Gallery, Almaty[4]
- 2021: What was my name?, Installation mit Pferdehaar und Neon, Aspan Gallery, Almaty[4][10][25]
- 2022: Saodat Ismailova, Centre Georges-Pompidou, Paris[4][27]
- 2023: EYE Film Instituut Nederland, Amsterdam[2]
- 2023: Double Horizon, Le Fresnoy, Tourcoing[4][28]
- 2023: Saodat Ismailova: 18.000 Worlds, Eye Filmmuseum, Amsterdam[4][10][A 12]
- 2024: Schirn Kunsthalle, Frankfurt[17]
- 2024–2025: Saodat Ismailova - A seed under our tongue, HangarBicocca, Mailand[29]

## Filmfestivals
- 2004: Torino Film Festival, Turin[4]
- 2004: Milano Film Festival, Mailand[4]
- 2005: International Film Festival Rotterdam, Rotterdam[4]
- 2005: Visions du Réel, Nyon[4]
- 2005: One World Human Rights Festival, Prag[4]
- 2005: Internationale Leipziger Festival für Dokumentar- und Animationsfilm, Leipzig[4]
- 2005: Seoul International Eco Film Festival, Seoul[4]
- 2005: FotoGrafia Festival internazionale di Roma, Rom[4]
- 2006: Fabrica Cinema Festival, Centre Pompidou, Paris[4]
- 2008: CACA Kabul International Film Festival, Kabul[4]
- 2010: Festival des 3 Continents Film Festival, Nantes[4]
- 2010: Open Doors Film Festival, Locarno[4]
- 2013: Film Festival della Lessinia, Verona[4]
- 2014: Internationale Filmfestspiele Berlin, Berlin[4]
- 2014: Riviera Maya International Film Festival, Cancún, Puerto Morelos, Playa del Carmen, Tulum[4]
- 2014: Febiofest International Film Festival, Prag[4]
- 2014: Flying Broom Women’s Film Festival, Ankara[4]
- 2014: Seattle International Film Festival, Seattle[4]
- 2014: Edinburgh International Film Festival, Edinburg[4]
- 2014: Cines del Sur, Granada[4]
- 2014: Jerusalem Film Festival, Jerusalem[4]
- 2014: Nara International Film Festival, Nara[4]
- 2014: Festival international du film de femmes de Salé, Salé[4]
- 2014: Kolkata Film Festival, Kolkata[4]
- 2014: Beginning International Film Festival of Debut Films, Sankt Petersburg[4]
- 2014: Didor International Film Festival, Duschanbe[4]
- 2014: 45th International Film Festival of India, Goa[4]
- 2014: Hawaii International Film Festival, Hawaii[4]
- 2014: Singapore International Film Festival, Singapur[4]
- 2015: Festival of Author Cinema, Bischkek[4]
- 2015: Göteborg International Film Festival, Göteborg[4]
- 2015: Cosmorama International Film Festival, Trondheim[4]
- 2015: Cinequest Film Festival, San José[4]
- 2015: XIII Eurasia International Film Festival, Astana[4]
- 2015: Filmfestival „Goldene Aprikose“, Jerewan[4]
- 2015: Indie Festival, Belo Horizonte[4]
- 2017: CPH: DOX (Copenhagen International Documentary Film Festival), Kopenhagen[4]
- 2017: Internationale Filmfestival Moskau, Moskau[4]
- 2017: Internationale Dokumentarfilmfestival Jihlava, Jihlava[4]
- 2017: International Istanbul Film Festival, Istanbul[4]
- 2018: Taiwan International Documentary Festival, Asian Vision Competition, Taipeh[4]
- 2018: DocumentaMadrid 2018, 15th International Documentary Festival, Madrid[4]
- 2018: Sarstrad International Film Festival of Documentary Films, Saratow[4]
- 2018: Open City Documentary Film Festival, London[4]
- 2018: International Bosphorus Film Festival, Istanbul[4]
- 2019: Punto de Vista International Documentary Film Festival, Navarra[4]
- 2020: World of Knowledge, 15th International Festival of Popular Science and Educational Films, Sankt Petersburg[4]
- 2020: Dharamshala International Film Festival, Tibetan Institute of Performing Arts, Himachal Pradesh[4]
- 2020: Singapore International Film Festival, Singapur[4]
- 2020: Go Viral Online Festival, Almaty[4]

## Preise und Auszeichnungen
- 1999: Gewinnerin des Grand Prix beim Tashkent Student Film Festival[6]
- 2002: Artist in Residence Fabrica, Benetton Group[1]
- 2004: Preis für den besten Film für Aral. Fishing in an Invisible Sea beim Torino Film Festival, Turin[2][4]
- 2005: Artist in Residence-Programm des Deutschen Akademischen Austauschdienstes in Berlin[25]
- 2014: Nominierung als bester Debüt-Film bei den Internationalen Filmfestspielen Berlin für den Film 40 Days of Silence[2][3]
- 2014: Special Prize, 6th Tashkent International Biennale of Contemporary Art, Taschkent[4]
- 2014: Golden Alhambra, Cines del Sur, Granada[4]
- 2014: Preis der Jury, Festival international du film de femmes de Salé, Salé[4]
- 2014: Beste Kamera, International Film Festival of Debut Films, Sankt Petersburg[4]
- 2016: Preis Les Amis du Fresnoy, Best Installation, Panorama 18, Studio national des arts contemporains Le Fresnoy, Tourcoing[4]
- 2017: Artist in Residence, Office for Contemporary Art Norway[25]
- 2018: Special Jury Prize, DocumentaMadrid, Fugas Short Film Competition, Madrid[4]
- 2022: Gewinnerin des Eye Art & Film Preises, EYE Film Instituut Nederland, Amsterdam[1][2][4][A 13]

## Rezeption
Das Werk von Saodat Ismailova wird häufig als „hypnotisch“ beschrieben. Die Museumsdirektorin Sandra den Hamer äußert sich folgendermaßen zu den Filmen der Künstlerin:

“There’s this fluidity in its movement from history to memories to rituals to spiritual forces.”

„Es gibt diese fließende Bewegung von der Geschichte über Erinnerungen und Rituale bis hin zu spirituellen Kräften.“

“Saodat succeeds in creating an almost spiritual space beyond images and soundtracks. She seduces us into ‘hearing’ image and ‘seeing’ sound. Her work is intriguing, mysterious and committed, while form and aesthetics are balanced rather than overwhelming.”

„Saodat gelingt es, einen fast spirituellen Raum jenseits von Bildern und Soundtracks zu schaffen. Sie verführt uns dazu, Bilder zu „hören“ und Töne zu „sehen“. Ihre Arbeit ist faszinierend, geheimnisvoll und engagiert, während Form und Ästhetik eher ausgewogen als überwältigend sind.“